# Leichtathletik-Länderkämpfe mit bundesdeutscher Beteiligung 1985
| Leichtathletik-Länderkämpfe mit bundesdeutscher Beteiligung 1985     | Leichtathletik-Länderkämpfe mit bundesdeutscher Beteiligung 1985 | Leichtathletik-Länderkämpfe mit bundesdeutscher Beteiligung 1985 | Leichtathletik-Länderkämpfe mit bundesdeutscher Beteiligung 1985 |
| -------------------------------------------------------------------- | ---------------------------------------------------------------- | ---------------------------------------------------------------- | ---------------------------------------------------------------- |
|                                                                      |                                                                  |                                                                  |                                                                  |
| 1. Länderkampf 1985, Crosslauf (Männer): ITA – FRG – IRL – POL – SUI |                                                                  |                                                                  |                                                                  |
| Mailand 10. März 1985                                                | Mailand 10. März 1985                                            | 1. ITA 2. POL 3. FRG 4. SUI 5. IRL                               | Pzf.006 Pzf.024 Pzf.026 Pzf.029 Pzf.035                          |
| 2. Länderkampf 1985, Crosslauf (Frauen): ITA – FRG – GBR – IRL – SUI |                                                                  |                                                                  |                                                                  |
| Mailand 10. März 1985                                                | Mailand 10. März 1985                                            | 1. ITA 2. IRL 3. GBR 4. SUI 5. FRG                               | Pzf.006 Pzf.008 Pzf.011 Pzf.014 Pzf.016                          |
| 3. Länderkampf 1985, Männer: FRA – FRG – ITA – USA Ostküste          |                                                                  |                                                                  |                                                                  |
| Monaco 11./12. Mai 1985                                              | Monaco 11./12. Mai 1985                                          | 1. FRG 2. FRA 3. USA Ostküste 4. ITA                             | 189,0 P 174,0 P 170,5 P 168,5 P                                  |
| 4./5. Länderkampf 1985, Werfer (Männer): FIN – FRG / FRG – CAN       |                                                                  |                                                                  |                                                                  |
| Pori 24. Mai 1985                                                    | Pori 24. Mai 1985                                                | 1. FRG 2. FIN                                                    | 78 P 70 P                                                        |
| Pori 24. Mai 1985                                                    | Pori 24. Mai 1985                                                | 1. FRG 2. CAN                                                    | 103 P 72 P                                                       |
| 6./7. Länderkampf 1985, Werfer (Frauen): FIN – FRG / FRG – CAN       |                                                                  |                                                                  |                                                                  |
| Pori 24. Mai 1985                                                    | Pori 24. Mai 1985                                                | 1. FRG 2. FIN                                                    | 40 P 26 P                                                        |
| Pori 24. Mai 1985                                                    | Pori 24. Mai 1985                                                | 1. FRG 2. CAN                                                    | 47 P 19 P                                                        |
| 8. Länderkampf 1985, Geher (Männer): FRG – SUI                       |                                                                  |                                                                  |                                                                  |
| Eschborn 9. Juni 1985                                                | Eschborn 9. Juni 1985                                            | 1. FRG 2. SUI                                                    | 16 P 6 P                                                         |
| 9. Länderkampf 1985, Frauen: FRG – BGR – POL                         |                                                                  |                                                                  |                                                                  |
| Heidenheim 15. Juni 1985                                             | Heidenheim 15. Juni 1985                                         | 1. BGR 2. POL 3. FRG                                             | 114 P 101 P 79 P                                                 |
| 10. Länderkampf 1985, Zehnkampf (Männer): URS – FRG                  |                                                                  |                                                                  |                                                                  |
| Sotschi 15./16. Juni 1985                                            | Sotschi 15./16. Juni 1985                                        | 1. URS 2. FRG                                                    | 38.983 P 38.034 P                                                |
| 11. Länderkampf 1985, Siebenkampf (Frauen): URS – FRG                |                                                                  |                                                                  |                                                                  |
| Sotschi 15./16. Juni 1985                                            | Sotschi 15./16. Juni 1985                                        | 1. URS 2. FRG                                                    | 24.345 P 24.152 P                                                |
| 12. Länderkampf 1985, Männer: FRG – USA                              |                                                                  |                                                                  |                                                                  |
| Bremen 29./30. Juni 1985                                             | Bremen 29./30. Juni 1985                                         | 1. USA 2. FRG                                                    | 126 P 95 P                                                       |
| 13. Länderkampf 1985, Frauen: FRG – USA                              |                                                                  |                                                                  |                                                                  |
| Bremen 29./30. Juni 1985                                             | Bremen 29./30. Juni 1985                                         | 1. USA 2. FRG                                                    | 96 P 72 P                                                        |
| 14. Länderkampf 1985, Männer: BEL – FRG B – POL B                    |                                                                  |                                                                  |                                                                  |
| Brüssel 30. Juni 1985                                                | Brüssel 30. Juni 1985                                            | 1. FRG B 2. BEL 3. POL B                                         | 159 P 151 P 115 P                                                |
| 15. Länderkampf 1985, Straßenlauf (Männer): FRA – FRG – NLD – SUI    |                                                                  |                                                                  |                                                                  |
| Albertville 17. August 1985                                          | Albertville 17. August 1985                                      | 1. FRA 2. FRG 3. NLD 4. SUI                                      | 5:07:14 h 5:09:07 h 5:15:29 h 5:16:38 h                          |
| 16. Länderkampf 1985, Straßenlauf (Frauen): FRA – FRG – NLD – SUI    |                                                                  |                                                                  |                                                                  |
| Albertville 17. August 1985                                          | Albertville 17. August 1985                                      | 1. FRG 2. FRA 3. SUI 4. NLD                                      | 4:35:01 h 4:35:07 h 4:47:17 h 4:52:04 h                          |
| 17. Länderkampf 1985, Geher (Männer): FRA – FRG                      |                                                                  |                                                                  |                                                                  |
| Delle 7. September 1985                                              | Delle 7. September 1985                                          | 1. FRA 2. FRG                                                    | 28 P 15 P                                                        |
| 18. Länderkampf 1985, Geher (Frauen): FRA – FRG                      |                                                                  |                                                                  |                                                                  |
| Delle 7. September 1985                                              | Delle 7. September 1985                                          | 1. FRA 2. FRG                                                    | 13 P 9 P                                                         |
| Chronik                                                              |                                                                  |                                                                  |                                                                  |
| ← Länderkämpfe 1984                                                  | ← Länderkämpfe 1984                                              | Länderkämpfe 1986 →                                              | Länderkämpfe 1986 →                                              |

Im Jahr 1985 wurden achtzehn Leichtathletikländerkämpfe mit bundesdeutscher Beteiligung in sechzehn Veranstaltungen ausgetragen. Das waren vier Vergleiche weniger als im Vorjahr. Die größte Anzahl von 27 Begegnungen hatte es 1974 gegeben.
Nicht berücksichtigt sind Veranstaltungen wie der sogenannte „Lugano-Cup“, ein Weltcup der Geher unter dem Dach des Weltleichtathletikverbands (früher: IAAF), der ab 1965 unter Regie des Europäischen Leichtathletikverbands durchgeführte Leichtathletik-Europacup sowie ähnliche Events. Hier handelt es sich um Veranstaltungen, die als eigene Wettbewerbe ähnlich wie auch der Leichtathletik-Continentalcup (ab 1985) und der Geher-Europacup (ab 1996) außerhalb der üblichen Länderkämpfe durchgeführt wurden.
Aufgeführt sind hier die Länderkämpfe bundesdeutscher Leichtathleten. Die Sportler der DDR führten nach der deutschen Teilung im Jahr 1949 eigene Veranstaltungen durch.
Zehn der Vergleiche in dieser Saison bestanden aus dem allgemeinen leichtathletischen Programm. In den anderen acht Begegnungen standen die Wettbewerbsbereiche Gehen, Straßenlauf, Werfen, Mehrkampf und Crosslauf auf dem Programm. Die Männer bestritten zehn, die Frauen acht Vergleiche.
Von den Frauenbegegnungen fanden je zwei als Veranstaltungen allgemeiner leichtathletischer Disziplinen und im Werfen statt. Je eine gab es im Gehen, Straßenlauf, Siebenkampf und Crosslauf.
Drei der Männerbegegnungen waren Wettkämpfe mit den allgemeinen leichtathletischen Disziplinen. Je zwei Länderkämpfe wurden von den Straßenläufern und Werfern bestritten sowie je einer von den Gehern, Zehnkämpfern und Crossläufern.

## Saisonhöhepunkt
In diesem Jahr lagen keine Olympischen Spiele, Welt- oder Europameisterschaften an. So blieben als internationale Höhepunkte der Europacup am 17. und 18. August in Moskau sowie der Weltcup vom 4. bis 6. Oktober in Canberra. Weder das bundesdeutsche Frauen- noch das Männerteam konnten sich für die Wettkämpfe des Weltcups qualifizieren. Im Europacup belegten die Sowjetunion und die DDR sowohl bei den Frauen als auch bei den Männern die Ränge eins und zwei. Die bundesdeutschen Frauen verschlechterten sich im Vergleich zu 1983 um zwei Ränge von Platz fünf auf sieben. Die Männer belegten als Dritte denselben Rang wie in der letzten Austragung. Im Weltcup starteten fünf bundesdeutsche Leichtathleten (drei Männer, zwei Frauen) für das Team Europa.

## Bilanz
In der Saison 1985 gab es für die bundesdeutschen Männer in ihren zehn Länderkämpfen mit fünf Niederlagen dieselbe Anzahl verlorener Vergleiche wie im Vorjahr und drei weniger als 1974, dem Jahr mit den meisten Niederlagen:
- Crosslauf-Vergleich gegen Italien, Irland, Polen und die Schweiz am 10. März in Mailand (Platz drei hinter Italien und Polen)
- Zehnkampf-Vergleich gegen die Sowjetunion am 15./16. Juni in Sotschi
- Ländervergleich gegen die USA am 1029./30. Juni in Bremen
- Straßenlauf-Vergleich gegen Frankreich, Niederlande und die Schweiz am 17. August in Albertville (Platz zwei hinter Frankreich)
- Geher-Vergleich gegen Frankreich am 7. September in Delle

Die fünf weiteren Männerbegegnungen entschieden die bundesdeutschen Athleten für sich. Die Siege resultierten aus drei Vergleichen mit dem allgemeinen leichtathletischen Programm sowie je einer Begegnung der Werfer und Zehnkämpfer.
Damit wiesen die Männer wie im Vorjahr eine ausgeglichene Bilanz auf. Negative Bilanzen hatte es in der Länderkampfgeschichte seit 1921 mit den Jahren 1976, 1977, 1979, 1980 und 1982 erst fünf Mal gegeben. Am Ende der Saison hatte die bundesdeutsche Mannschaft in ihren nun insgesamt 408 Vergleichen 292 Siege und vier Unentschieden erzielt sowie 112 Niederlagen erlitten.
Die Frauen mussten in ihren acht Länderkämpfen fünf Niederlagen hinnehmen, das waren bei drei Vergleichen weniger als 1984 zwei verlorene Begegnungen weniger als in der letzten Saison. Folgende Länderkämpfe der Frauen gingen verloren:
- Crosslauf-Vergleich gegen Italien, Großbritannien Irland, und die Schweiz am 10. März in Mailand (Platz fünf hinter Italien, Irland, Großbritannien und die Schweiz)
- Ländervergleich gegen Bulgarien und Polen am 14. Juni in Heidenheim (Platz drei hinter Bulgarien und Polen)
- Siebenkampf-Vergleich gegen die Sowjetunion am 15./16. Juni in Sotschi
- Ländervergleich gegen die USA am 29./30. Juni in Bremen
- Geher-Vergleich gegen Frankreich am 7. September in Delle

Die drei weiteren Frauenbegegnungen entschieden die bundesdeutschen Athletinnen für sich. Die Siege resultierten aus zwei Länderkämpfen der Werferinnen und einem der Straßenläuferinnen. Die Bilanz war bei fünf Niederlagen und drei Siegen negativ.
Damit hatten die deutschen Frauen seit 1928 in nun 183 Aufeinandertreffen insgesamt 111 Siege errungen, ein Unentschieden erzielt und 71 Niederlagen hinnehmen müssen.
In der Gesamtsumme aller ihrer Länderkämpfe hatten die deutschen Leichtathleten von 591 Vergleichen 403 gewonnen, 183 verloren und fünf Unentschieden erzielt. 42 der Niederlagen stammten dabei aus dreißig zweiten Plätzen, neun dritten, einem vierten und einem fünften Rang sowie einer Platzierung ohne Wertung hinter vier Gegnerteams in Begegnungen mit mehr als zwei Nationen.

## Bedeutung der Länderkämpfe in der Leichtathletik
Der Stellenwert von Länderkämpfen war in den letzten Jahren erheblich gesunken. Die Konkurrenz anderer Veranstaltungen war groß und sollte weiter wachsen. In den vergangenen Jahren waren neue Wettkampfformen hinzugekommen wie der oben schon genannte Europacup und der Weltcup (später Continentalcup). Außerdem gab es Europa- und Weltcupveranstaltungen für Teildisziplinen der Leichtathletik wie dem Gehen (Lugano-Cup) und dem Mehrkampf, die mehr Aufmerksamkeit auf sich zogen als die früher hoch im Kurs stehenden Länderkämpfe. Die Bedeutung einzelner Sportfeste, die für die Sportler im Hinblick auf Prämien für den Antritt, für Siege und für Rekorde immer lukrativer wurden, nahm sukzessive zu. Hier sind unter anderem Events wie Weltklasse Zürich, ISTAF Berlin, ASV-Sportfest Köln oder Sportfeste in Stockholm, Oslo, Monaco, … zu nennen, die später als IAAF Super Grand Prix, IAAF Golden League und Diamond League noch erheblich bedeutsamer wurden.
So wurden in den 1950er, 1960er und beginnenden 1970er Jahren Länderkämpfe noch teilweise als Live-Sendung im Fernsehen übertragen, was danach nicht mehr der Fall war, weil die Aufmerksamkeit in der Leichtathletik auf andere oben genannte Bereiche überging. Die Gewichtung sollte sich in den kommenden Jahren noch viel mehr auf Veranstaltungen verschieben, in denen der Fokus stärker auf die Einzelsportler und Staffeln gerichtet war. Länderkämpfe und Ländervergleiche auch in Form von Europacup und Weltcup spielten dabei abgesehen von der Beachtung durch ein Fachpublikum eine in den kommenden Jahren zunehmend untergeordnete Rolle. Neben bestimmten klassischen Sportfesten mit hohen Prämien ragten dabei vor allem die Wettbewerbe bei Olympischen Spielen, Europameisterschaften und ab 1985 bei Weltmeisterschaften heraus.
Die Anzahl der Länderkämpfe blieb allerdings weiter auf dem hohen Level der Jahre, in denen diese Vergleiche eine große Rolle spielten.

## Verschiedene Formen von Länderkämpfen
Es gab weiterhin sechs verschiedene Arten von Länderkämpfen:
1. Vergleiche mit einer Mischung von Disziplinen aus dem allgemeinen leichtathletischen Programm
Jede Nation war in der Regel mit zwei Athleten je Disziplin vertreten. Bei den Männern waren hier zwanzig Wettbewerbe zum Standard geworden. Allerdings wurden die beiden Langstrecken über 5000 und 10.000 Meter inzwischen verkürzt als Rennen über 3000 und 5000 Meter durchgeführt. Aus dem olympischen Wettbewerbskatalog fehlten demnach in der Regel nur der 10.000-Meter-Lauf, der Marathonlauf, die beiden Gehwettbewerbe und der Zehnkampf.
Der Länderkampfdisziplinkatalog bei den Frauen hatte bis 1968 standardmäßig aus elf Disziplinen bestanden und war mit den damals bei Olympischen Spielen angebotenen Frauenwettbewerben identisch. Von 1969 an gab es hier Veränderungen: (1) Mit dem 1500-Meter-Lauf sowie der 4-mal-400-Meter-Staffel wurden zwei neue Wettbewerbe, die bei den Europameisterschaften 1969 in das Programm aufgenommen worden waren, mit in den Katalog der Frauenländerkämpfe integriert. Damit erhöhte sich die Zahl der Disziplinen auf dreizehn. (2) Der 80-Meter-Hürdenlauf war ab 1969 überall durch den 100-Meter-Hürdenlauf ersetzt worden. Das war auch bei den Länderkämpfen der Fall. Neu hinzu kam nun manchmal auch ein Rennen über 3000 Meter, eine Strecke, die erst 1984 olympisch wurde und dann in Angleichung an das Männerprogramm 1996 durch den 5000-Meter-Lauf abgelöst wurde.
In seltenen Fällen gab es in Länderkämpfen sowohl bei den Frauen als auch bei den Männern Abweichungen vom Standard in Form von Hinzunahme oder Weglassen einzelner Disziplinen.
2. Vergleiche im Mehrkampf – bei den Frauen im Siebenkampf, bei den Männern im Zehnkampf
Bei den Frauen wurde der Fünfkampf ab 1981 unter Angleichung an den internationalen Programmkatalog durch den Siebenkampf ersetzt.
Die Zahl der Vertreter je Land war dabei nicht standardisiert. In der Regel wurden von den gestarteten Teilnehmern nicht alle gewertet. Bei vier Vertretern je Disziplin beispielsweise wurden meist die drei Besten gewertet.
3. Vergleiche der Geher
Diese Begegnungen wurden bei den Männern in Form von Straßengehen ausgetragen. Es kamen zwei Disziplinen zur Austragung, ein Wettkampf über 20 Kilometer und ein Wettkampf über eine längere Distanz, die manchmal über 35 und manchmal über 50 Kilometer führte.
1976 kam das Gehen auch für die Frauen ins Programm. Ausgetragen wurde dabei anfangs ein Wettbewerb über 5000 Meter, 1976 auf der Straße, später wechselweise auf der Bahn oder auf der Straße. Später gab es auch Wettbewerbe über eine Streckenlänge von zehn Kilometern. Das Gehen für Frauen stand erst ganz am Anfang seiner Entwicklung, diese Sportart musste sich im Frauenbereich noch durchsetzen. Bei Olympischen Spielen gab es 1992 in Barcelona zum ersten Mal einen Geher-Frauenwettbewerb, bei Europameisterschaften war das 1986 in Stuttgart zum ersten Mal der Fall.
Bezüglich der Teilnehmerzahl je Land und Wettbewerb wurde verfahren wie in den Mehrkämpfen.
4. Vergleiche im Straßenlauf
Bis einschließlich 1980 wurde ein Rennen über dreißig Kilometer ausgetragen. 1981 war die Streckenlänge auf 25 Kilometer gekürzt worden, ab 1982 fand das Rennen wieder über dreißig Kilometer statt. Auch hier wurde bezüglich der Teilnehmerzahl je Land verfahren wie in den Mehrkämpfen. Ab 1982 trugen auch die Frauen Straßenlauf-Länderkämpe über 25 Kilometer aus.
5. Vergleiche im Marathonlauf.
Bezüglich der Teilnehmerzahl je Land wurde hier ebenfalls verfahren wie in den Mehrkämpfen. In der Saison 1985 wurden keine Marathonlauf-Länderkämpfe ausgetragen.
6. Vergleiche im Halbmarathon.
Diese Länderkampfform wurde 1982 zum ersten Mal ausgetragen, und zwar als Wettbewerb für Frauen. Bezüglich der Teilnehmerzahl je Land wurde hier verfahren wie in den Mehrkämpfen. Halbmarathonlauf-Länderkämpfe fanden ebenso wie Vergleiche im Marathonlauf und im Springen in diesem Jahr nicht statt.
7. Vergleiche mit den alleinigen Disziplinen Sprung und Wurf/Stoß.
Wie in den beiden Jahren zuvor gab es auch 1985 Länderkämpfe, in denen alleine Werfer/Stoßer antraten. Ländertreffen der Springer wurden in dieser Saison nicht ausgetragen.
8. Vergleiche mit der alleinigen Disziplin Lauf.
Diese Art von Länderkämpfen war 1984 zum ersten Mal durchgeführt worden. In diesem Jahr gab es keine reinen Läufervergleiche.
9. Vergleiche im Crosslauf
Diese Länderkampfform wurde in der Saison 1985 zum ersten Mal ausgetragen. Die Streckenlängen waren bei bis zu 9000 Metern für Frauen und Männer unterschiedlich. Bezüglich der Teilnehmerzahl je Land wurde verfahren wie in den Mehrkämpfen.

## Austragungsform und Wertungsmodus
In der Vergangenheit wurden Länderkämpfe mit dem allgemeinen leichtathletischen Programm in der Regel mit zwei Vertretern pro Land und Disziplin durchgeführt. In einigen Vergleichen wurden wie schon in den Jahren zuvor drei Teilnehmer je Land und Wettbewerb eingesetzt. Die Regeln zur Punktevergabe wurden dabei durchgängig so angewendet, dass der Letztplatzierte einen Punkt erhielt, die weiteren Athleten in den Platzierungen jeweils aufwärts bis hin zu Rang zwei einen Punkt mehr. Der Erstplatzierte bekam zwei Punkte mehr gutgeschrieben als der Athlet auf Platz zwei. Für Länderkämpfe mit zwei Vertretern je Land und Disziplin bedeutete das: Platz 1: 5 P, Pl. 2: 3 P, Pl. 3: 2 P, Pl. 4: 1 P. Bei drei Vertretern je Land und Disziplin ergab sich folgende Punktevergabe: Platz 1: 7 P, Pl. 2: 5 P, Pl. 3: 4 P, Pl. 4: 3 P, Pl. 5: 2 P, Pl. 6: 1 P. Für die Staffeln gab es durchgängig fünf zu zwei Punkte.
Die Regeln zur Punktevergabe wurden ohne Ausnahme nach diesem standardisierten Wertungssystem angewendet. In weiteren Begegnungen mussten aufgrund anderer Rahmenbedingungen – mehr als zwei Teilnehmer je Nation in der Wertung oder mehr als ein Gegnerland – andere Regeln zur Punktevergabe zur Anwendung kommen. In den Mehrkämpfen wurden die Begegnungen entweder wie in anderen Begegnungen über die Platzierungen oder die Addition der im Wettkampf erzielten Punkte gewertet. Ähnlich wurde in den Straßenlauf-Länderkämpfen verfahren. Dort wurde entweder über die Platzierungen oder über die Addition der erzielten Zeiten gewertet.

## Zahl der Länderkämpfe
In diesem Jahr gab es eine Veranstaltung der Frauen und eine der Männer, in denen mehr als zwei Nationen antraten, die jedoch nicht gemeinsam wie in einem Drei- bzw. Vierländerkampf gewertet wurden. Stattdessen wurden hier in einer gemeinsamen Austragung jeweils getrennte Zweierwertungen vorgenommen. In dieser Ansetzung wurden somit zwei Länderkämpfe gleichzeitig in gemeinsamer Durchführung ausgetragen. So kommen in der Zählung in diesem Jahr insgesamt achtzehn Länderkämpfe bei nur sechzehn Veranstaltungen zustande.

## Crosslauf-Länderkampf der Männer gegen Italien, Irland, Polen und die Schweiz
Im ersten Saisonvergleich wurde als Neuerung ein Crosslauf ausgetragen. Die Männer trafen am 10. März in Mailand auf die vier Gegner Italien, Irland, Polen und die Schweiz. Die neue Länderkampfform führte dazu, dass ein Ländervergleich als Freiluftveranstaltung so früh in der Saison stattfand wie nie zuvor. Wie in den Straßenläufen dominierten die Sportler aus Italien den Wettbewerb. Mit extrem niedriger Platzziffer sechs gewannen sie den Länderkampf vor Polen (Pzf. 24) und der Bundesrepublik Deutschland (Pzf. 26). Die Schweiz (Pzf. 29) belegte Platz vier vor Irland (Pzf. 35). Auch die Frauen bestritten am selben Ort zum selben Termin einen eigenen Straßenlaufländerkampf.

## Crosslauf-Länderkampf der Frauen gegen Italien, Großbritannien, Irland und die Schweiz
Im zweiten Ländervergleich bestritten die bundesdeutschen Leichtathletinnen wie die Männer ihren ersten Crosslauf-Länderkampf. Am 10. März traten sie in Mailand gegen vier Gegner an. Gastgeber Italien, Irland und die Schweiz waren auch im Crosslauf-Vergleich der Männer dabei. In der Begegnung der Frauen war Großbritannien anstelle von Polen am Start. Auch bei den Frauen stellten die Italienerinnen mit ebenfalls Platzziffer sechs das siegreiche Team. Knapp dahinter platzierte sich Irland mit Platzziffer acht auf Rang zwei vor Großbritannien (Pzf. elf). Die Schweiz (Pzf. vierzehn) wurde Vierter und die bundesdeutschen Crossläuferinnen (Pzf. sechzehn) mussten sich mit dem fünften und letzten Platz zufriedengeben.

## Leichtathletik-Länderkampf der Männer gegen Frankreich, Italien und USA Ostküste
Im dritten Länderkampf traten die bundesdeutschen Leichtathleten am 11./12.. Mai zu einem Vierländerkampf mit dem allgemeinen leichtathletischen Programm gegen Frankreich, Italien und ein US-amerikanisches Ostküstenteam an. Gastgeber war das Fürstentum Monaco. Die bundesdeutschen Sportler gingen aus diesem Aufeinandertreffen mit 189 Punkten als Sieger hervor. Nicht weit dahinter belegte Frankreich mit 174 Punkten Rang zwei. Die Vertreter der US-amerikanischen Ostküste kamen auch nicht weit zurück mit 170,5 Punkten auf den dritten Platz. Nur knapp geschlagen wurde Italien mit 168,5 Punkten Vierter.

## Werfer-Länderkämpfe der Männer gegen Finnland und gegen Kanada
Die Vergleiche vier und fünf wurden in einer Veranstaltung ausgetragen, in der die bundesdeutschen Werfer gegen zwei Gegner gleichzeitig in getrennter Wertung antraten. Die gegnerischen Mannschaften kamen aus Finnland und Kanada. Die Wettkämpfe fanden statt am 24. Mai in der südfinnischen Hafenstadt Pori. Auch die Frauen trugen zum selben Datum am selben Ort einen Länderkampf gegen dieselben beiden Länder aus. Gegen Finnland hatte es im Vorjahr einen ersten Ländervergleich der Werfer gegeben, den die bundesdeutschen Vertreter für sich entschieden hatten. Mit Kanada hatte es dagegen keine vorangegangene Begegnungen der Werfer gegeben. In Pori setzten sich die bundesdeutschen Sportler in beiden Aufeinandertreffen durch. Gegen Finnland gewannen sie mit 78 zu siebzig Punkten und gegen Kanada sehr deutlich mit 103 zu 72 Punkten.

## Werfer-Länderkämpfe der Frauen gegen Finnland und gegen Kanada
Auch die bundesdeutschen Werferinnen traten wie ihre männlichen Kollegen am 24. Mai in Pori in den Länderkämpfen Nummer sechs und sieben gegen Finnland und in getrennter Wertung gegen Kanada an. Im Vorjahr war die Bundesrepublik in einem Dreiländerkampf unter Beteiligung von Bulgarien zum ersten Mal auf Finnland getroffen. Die bundesdeutschen Vertreterinnen hatten hinter Bulgarien und vor Finnland den zweiten Platz belegt. Wie bei den Männern hatte es mit Kanada zuvor kein Aufeinandertreffen in einem Werfer-Länderkampf gegeben. Auch die bundesdeutschen Frauen waren in Pori in beiden Vergleichen erfolgreich, gegen Finnland mit vierzig zu 26 Punkten und gegen Kanada mit 47 zu neunzehn Punkten.

## Geher-Länderkampf der Männer gegen die Schweiz
Im achten Saisonvergleich waren die Geher an der Reihe. Zum neunten Mal trafen sich dazu die Vertreter aus der Bundesrepublik Deutschland und der Schweiz in einem Zweiländerkampf. Die ersten vier Begegnungen hatte allesamt die Schweiz mit ihren damals starken Gehern gewonnen. Seit 1961 hatte die Bundesrepublik jeweils vorne gelegen. So lautete die Zwischenbilanz vier zu vier Zwischenzeitlich hatte es darüber hinaus Begegnungen unter Beteiligung weiterer Teilnehmer gegeben, in denen jeweils die bundesdeutschen Geher gesiegt hatten. Am 9. Juni war nun das südhessische Eschborn Austragungsort der Veranstaltung. Hier gab es mit sechzehn zu sechs Punkten einen bundesdeutschen Erfolg mit der maximalen Punktzahl, sodass die Bundesrepublik zum ersten Mal in der Gesamtbilanz der Aufeinandertreffen vorne lag.

## Leichtathletik-Länderkämpfe der Frauen gegen Bulgarien und Polen
Eine knappe Woche nach dem Geher-Länderkampf der Männer bestritten die bundesdeutschen Frauen in Heidenheim an der Brenz einen Dreiländerkampf mit dem allgemeinen leichtathletischen Programm gegen Bulgarien und Polen. Dieser neunte Saisonvergleich fand am 15. Juni statt.
Fünf vorangegangene Begegnungen hatte es mit Bulgarien gegeben, die Bilanz lautete drei zu zwei für Bulgarien. Die letzte Begegnung hatte Bulgarien im Vorjahr mit großem Vorsprung für sich entschieden.
Zum bereits achtzehnten Mal trafen die bundesdeutschen Leichtathletinnen hier auf Polen. Im Vorjahr hatte es sogar zwei Vergleiche gegeben, beim letzten davon war auch Bulgarien, wie oben genannt in getrennter Wertung dabei gewesen. Die Bilanz des Vorjahres lautete eins zu eins, insgesamt hatte die Bundesrepublik elf und Polen sechs Siege zu Buche stehen.
In der Begegnung hier in Heidenheim sah das bundesdeutsche Team nicht gut aus. In der Endabrechnung siegten die Bulgarinnen mit 114 Punkten vor den Polinnen, die auf 101 Punkte kamen. Die bundesdeutschen Frauen landeten abgeschlagen mit 79 Punkten auf dem dritten und letzten Platz.

## Zehnkampf-Länderkampf der Männer gegen die Sowjetunion
Nach einer zweijährigen Pause stand im zehnten Saisonvergleich wieder ein Zehnkampf gegen die Sowjetunion an. Schon vierzehn Begegnungen zwischen den beiden Teams hatte es gegeben. Elf sowjetische Siege standen drei bundesdeutschen Erfolgen gegenüber. In diesem Jahr wurde die Begegnung am 15./16. Juni in Sotschi ausgetragen. Wieder gewann die Sowjetunion, diesmal mit 38.983 zu 38.034 Punkten. Die Mehrkämpferinnen der beiden Länder trafen sich an denselben beiden Tagen ebenfalls in Sotschi zu einem eigenen Vergleich.

## Siebenkampf-Länderkampf der Frauen gegen die Sowjetunion
Den elften Länderkampf des Jahres 1985 bestritten die bundesdeutschen Siebenkämpferinnen parallel mit ihren männlichen Mehrkampfkollegen am 15./16. Juni ebenfalls gegen die Sowjetunion. Gastgeber war auch hier die am Schwarzen Meer gelegene Stadt Sotschi. Es war das fünfzehnte Aufeinandertreffen der sowjetischen und deutschen Frauen in einem Mehrkampf, zugleich das vierte in einem Siebenkampf, nachdem es zuvor elf Begegnungen als Fünfkampf gegeben hatte. Die Gesamtbilanz lautete zehn zu vier für die Sowjetunion. Wie bei den Männern endete der Länderkampf mit einer bundesdeutschen Niederlage. Mit 24.345 zu 24.152 Punkten lag die Sowjetunion am Ende vorn.

## Leichtathletik-Länderkampf der Männer gegen die USA
Im zwölften Saisonvergleich traten die bundesdeutschen Männer wieder gegen eine Vertretung der weltstärksten Leichtathletiknation an. Die elf vorangegangenen Länderkämpfe gegen die USA hatten allesamt mit deutschen Niederlagen geendet. Die diesjährige Begegnung wurde am 29./30. Juni in Bremen ausgetragen und am Ende stand ein erneuter US-amerikanischer Sieg mit 126 zu 95 Punkten. Auch die Frauen bestritten gleichzeitig am selben Ort einen eigenen Länderkampf gegen denselben Gegner. Parallel fand ein Aufeinandertreffen einer bundesdeutschen B-Mannschaft der Männer am 30. Juni in Brüssel statt. Kontrahenten waren Belgien und Polen.

## Leichtathletik-Länderkampf der Frauen gegen die USA
Der dreizehnte Saisonvergleich bestand in einem eigenen Länderkampf der bundesdeutschen Frauen gegen die USA, der parallel zur Veranstaltung der Männer am 29./30. Juni in Bremen stattfand. Die Bilanz der deutschen Leichtathletinnen gegen die US-Amerikanerinnen fiel deutlich positiver aus als die ihrer männlichen Kollegen. In neun Aufeinandertreffen hatte Deutschland sieben Mal gewonnen und nur zwei Mal verloren. In Bremen musste das in diesem Jahr nicht so starke bundesdeutsche Frauenteam mit 72 zu 96 Punkten allerdings eine weitere Niederlage hinnehmen.

## Leichtathletik-Länderkampf der Männer gegen Belgien und Polen
Der vierzehnte Vergleich des Jahres 1985 fand am 30. Juni gegen Belgien und Polen statt. Gastgeber des Dreiländerkampfs, in dem die bundesdeutsche und polnische Mannschaft in einer Zweitbesetzung antraten, war die belgische Hauptstadt Brüssel. Parallel startete ein bundesdeutsches A-Team am 29./30. Juni in Bremen gegen die USA.
Es war die vierte Begegnung mit Belgien in einem Zweiländerkampf. Die erste im Jahr 1939 war wegen des Zweiten Weltkriegs, der wenige Tage später ausbrechen sollte, abgebrochen worden. Alle drei vorangegangene Aufeinandertreffen hatten die bundesdeutschen Vertreter für sich entschieden. Zwischenzeitlich hatte Belgien an einigen Länderkämpfen gegen Deutschland mit mehr als zwei Teilnehmernationen teilgenommen, in denen Deutschland die Oberhand behalten hatte.
Gegen Polen hatten die bundesdeutschen Leichtathleten mit acht zu acht bei einem Unentschieden in Zweiländerkämpfen eine ausgeglichene Bilanz. Darüber hinaus hatte es Vergleiche unter Beteiligung weiterer Länder zwischen Polen und Deutschland mit unterschiedlichen Ausgängen gegeben.
In diesem Jahr konnte sich das bundesdeutsche B-Team gegen beide Kontrahenten durchsetzen. Mit 159 Punkten siegte sie Bundesrepublik Deutschland knapp vor Belgien (151 Punkten). Polen – ebenfalls nicht in stärkster Besetzung am Start – wurde mit 115 Punkten Dritter.

## Straßenlauf-Länderkampf der Männer gegen Frankreich, Niederlande und die Schweiz
Als fünfzehnter Länderkampf des Jahres fand wieder eine Begegnung der Straßenläufer unter Beteiligung mehrerer Länder statt. Begonnen hatte dieser inzwischen traditionelle Vergleich mit den drei Ländern Schweiz, Bundesrepublik Deutschland und Niederlande. 1981 war er erweitert worden durch die Teilnahme von Italien und Österreich. 1982 kam als sechster Teilnehmer noch Frankreich hinzu. 1983 nahm anstelle von Österreich ein Team aus Belgien teil. In diesem Jahr trafen sich neben der Bundesrepublik Deutschland Frankreich, die Niederlande und die Schweiz. Italien war dagegen 1985 nicht dabei. Gastgeber am 17. August war die Stadt Albertville, gelegen in den französischen Alpen. Zwanzig Mal hatte es dieses Aufeinandertreffen bereits gegeben. In den ersten elf Begegnungen hatten immer die bundesdeutschen Läufer vorne gelegen, doch von 1974 bis 1977 hatte sich vier Mal in Folge das Team aus der Schweiz vor der bundesdeutschen Mannschaft durchgesetzt. 1978 war diese Serie durch den zwölften Sieg des bundesdeutschen Teams gestoppt worden. 1979 hatten die niederländischen Läufer ihren ersten Sieg in diesen Länderkämpfen feiern können. 1980 hatte mit dem insgesamt dreizehnten Erfolg in dieser Serie erneut das bundesdeutsche Team vorn gelegen und in den letzten vier Jahren hatte sich immer Neuling Italien durchgesetzt. In diesem Jahr fehlte die italienische Mannschaft und so gab es mit Frankreich in 5:07:14 h einen neuen Sieger. Platz zwei belegte die Bundesrepublik Deutschland in 5:09:07 h. In 5:15:29 h kam die Niederlande auf den dritten Platz und die Schweiz wurde in 5:16:38 h Vierter. Auch die Frauen führten am selben Tag und selben Ort einen Straßenlauf-Länderkampf durch.

## Straßenlauf-Länderkampf der Frauen gegen Frankreich, Niederlande und die Schweiz
Im sechzehnten Saisonvergleich starteten die Straßenläuferinnen wie die Männer am 17. August in Albertville. Die Begegnung fand mit Teams aus Frankreich, der Bundesrepublik, den Niederlanden und der Schweiz statt. 1983 war anstelle der Schweiz Belgien dabei gewesen und im Vergleich zu den letzten beiden Jahren fehlte auch hier das zuletzt siegreiche Italien. Der Einlauf in diesem Jahr war äußerst knapp. Die bundesdeutschen Läuferinnen setzten sich in 4:35:01 h durch. Mit nur sechs Sekunden Rückstand folgten die Französinnen auf Rang zwei. Etwas mehr als zwölf Minuten dahinter wurde die Schweiz Dritter. Die Niederländerinnen belegten weitere knapp fünf Minuten zurück den vierten und letzten Platz.

## Geher-Länderkampf der Männer gegen Frankreich
Der siebzehnte Vergleich 1984 war eine Begegnung der Geher, die zum Ende der Länderkampfsaison am 7. September in Delle, einer Gemeinde in der Region Bourgogne-Franche-Comté, gegen Frankreich zu ihrem einzigen Länderkampf in diesem Jahr antraten. Die Begegnung fand als Zweiländerkampf zum neunten Mal statt, fünf Mal hatte die Bundesrepublik gesiegt, dreimal Frankreich. Zuvor hatte es außerdem Länderkämpfe mit den französischen Gehern gegeben, an denen weitere Nationen beteiligt waren. In allen diesen Wettkämpfen hatten die bundesdeutschen Vertreter vorne gelegen. Wie im Vorjahr musste sich die bundesdeutsche Mannschaft geschlagen geben. Der Länderkampf endete mit 28 zu fünfzehn Punkten deutlicher als je zuvor für Frankreich. Auch die Frauen führten in Delle zum selben Termin einen Geherländerkampf durch.

## Geher-Länderkampf der Frauen gegen Frankreich
Der achtzehnte und letzte Saisonvergleich war der einzige Länderkampf der Geherinnen in diesem Jahr. Als Gegnerinnen traten am 7. September in Delle zum siebten Mal Vertreterinnen aus Frankreich in einem Zweiländerkampf gegen das bundesdeutsche Team an. Die bisherige Bilanz lautete drei zu drei unentschieden. In Delle mussten die bundesdeutschen Geherinnen mit neun zu dreizehn Punkten ihre vierte Niederlage einstecken, sodass die neue Bilanz gegen Frankreich mit drei zu vier negativ ausfiel.